# Krigslida (stacja kolejowa)

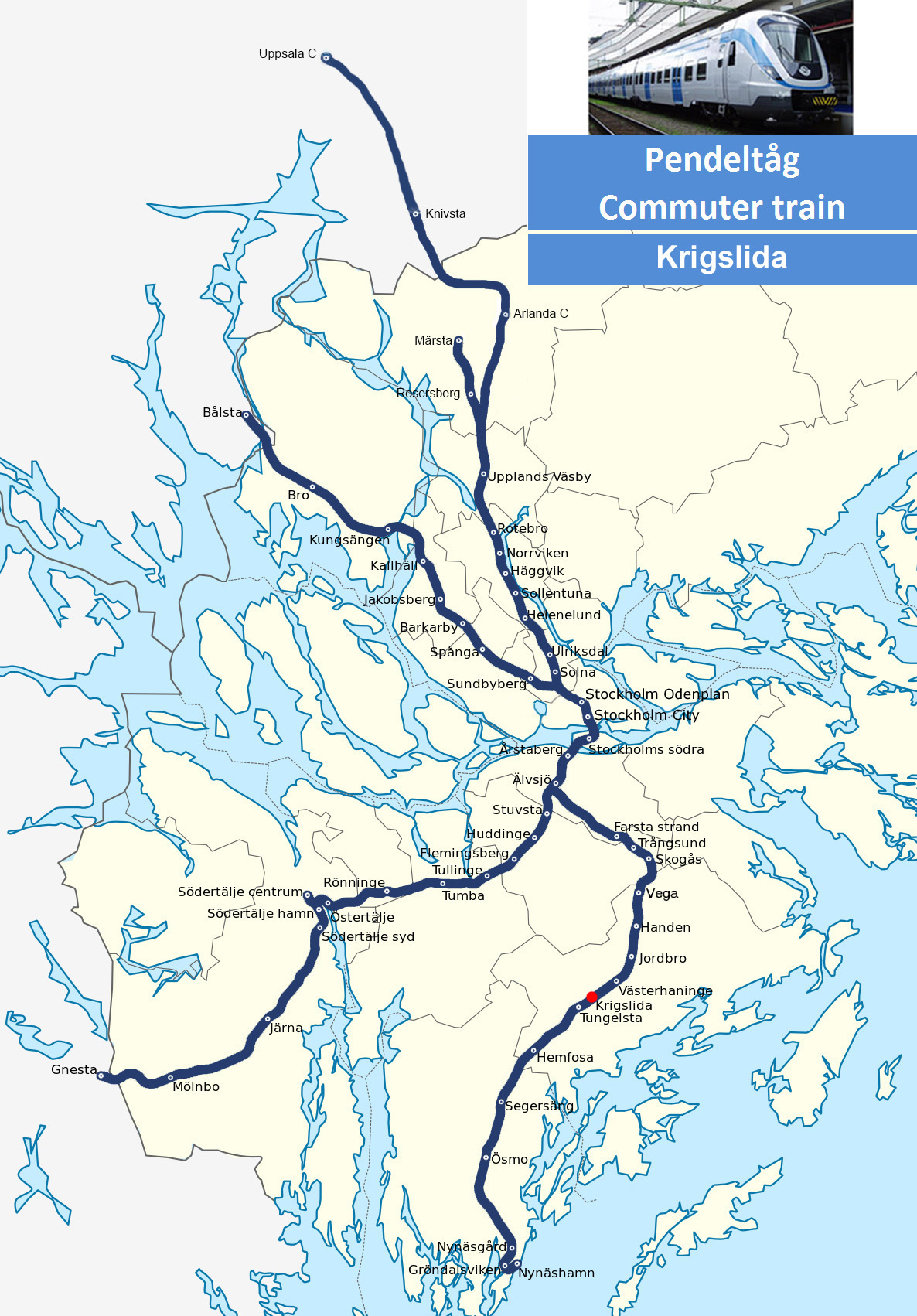
Położenie stacji na sieci Pendeltåg

Krigslida – stacja kolejowa w Tungelsta, w Gminie Haninge, w regionie Sztokholm, w Szwecji. Znajduje się na Nynäsbanan, 34,1 km od Dworca Centralnego w Sztokholmie i jest obsługiwana przez pociągi Stockholms pendeltåg.

## Linie kolejowe
- Nynäsbanan